# Tepelná trubice

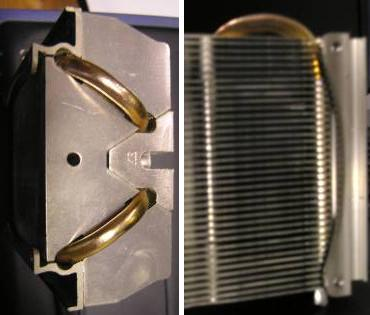
Hliníkový chladič s tepelnou trubicí

Tepelná trubice (anglicky heatpipe, nebo heat pipe) dokáže přenášet velké tepelné výkony při zachování malého rozdílu teplot (běžně kolem 2 °C). Přenos tepla v ní je založen na odpařování a kondenzaci.

## Princip činnosti
Jedná se o hermeticky uzavřenou trubici, ve které je pracovní látka (voda, alkohol, propanbutan, freon apod.). Budeme-li jeden konec ohřívat a na druhý umístíme chladič, začne se pracovní médium odpařovat. V důsledku toho roste tlak. Na chlazeném konci páry kondenzují a předávají tak teplo, které bylo spotřebováno k odpaření. Kondenzát teče, nebo vzlíná zpět a tak to jde stále dokola.

## Vlastnosti
- Při nízké teplotě vede stejně, jako samotná trubice, tzn. vzhledem k malému průřezu špatně.
- Po dosažení pracovní teploty udržuje velmi malý rozdíl teplot (čím větší je uvnitř tlak, tím snáze dochází ke kondenzaci).
- Horní hranice pracovního rozsahu je poblíž stavu, kdy se všechna kapalina odpaří. Pak se rozdíl teplot zase začne zvětšovat.
- Přenášený výkon je limitován rychlostí, jakou se pracovní kapalina dostává zpět..

## Konstrukce
Měděná, nebo ocelová trubice na obou koncích zavařená, nebo zapájená. Uvnitř se nachází malé množství kapalné pracovní látky a zbytek prostoru je vyplněn jejími parami. Při použití trubice s hladkými stěnami musí být ohřívaný konec níže a chlazený výše, aby kondenzát mohl stékat zpět. Tento způsob se používá na vzdálenosti až do několika metrů. Pro přenos na malé vzdálenosti (do desítek cm) se používají trubice s vnitřní stěnou upravenou tak, aby po ní kapalina vzlínala (jemné podélné drážky, poleptání, nebo výstelka z drátěné síťky, či různých porézních materiálů). V důsledku toho může být zdroj tepla o několik cm výše, než chladič.

## Použití
- V roce 1936 získal Jacob Perkins patent na tzv. Perkinsovu trubici, která je od té doby používána k vytápění pekařských pecí (tzv. parních). Jde o tepelnou trubici, v níž je pracovním médiem voda. Výhodou oproti starším roštovým pecím byla rovnoměrnější teplota v celém prostoru pece.
- Již desítky let se tato technologie používá v průmyslu, převážně k chlazení výkonové elektroniky. Výhodou je, že chlazené prvky mohou být rozmístěny optimálně z elektrického hlediska (což obvykle znamená blízko u sebe) a velký chladič se udělá společný pro všechny na místě, kde nepřekáží. Vnitřek zařízení je navíc možno prachotěsně uzavřít a chladicí vzduch vést pouze přes chladič.
- V posledních letech[kdy?], když příkony procesorů používaných v PC začaly běžně překračovat 100 W, se tepelné trubice začínají prosazovat i zde, ale mají většinou jen podpůrný význam, kdy zlepšují rozvod tepla z malé plochy procesoru do velkého chladiče a díky tomu vyšší chladicí výkon.
- Grafické karty mají dnes TDP i přes 250 W a proto se heatpipe používá pro chlazení i zde.